# Tibouchina nitida
Tibouchina nitida là một loài thực vật có hoa trong họ Mua. Loài này được (Graham) Cogn. miêu tả khoa học đầu tiên năm 1885.